# أزغار (تسريرت)
أزغار هو دُوَّار يقع بجماعة تاسريرت، إقليم تيزنيت، جهة سوس ماسة في المملكة المغربية. ينتمي الدوّار لمشيخة تسريرت التي تضم 24 دوار. يقدر عدد سكانه بـ 38 نسمة حسب الإحصاء الرسمي للسكان والسكنى لسنة 2004.

## وصلات خارجية
- البوابة الوطنية للجماعات الترابية
- المندوبية السامية للتخطيط